# 北湖科技开发区
长春北湖科技开发区是位于吉林省长春市宽城区的一个省级经济开发区，其近期城市建设用地规模达87.27平方公里，可承载人口规模55万人。

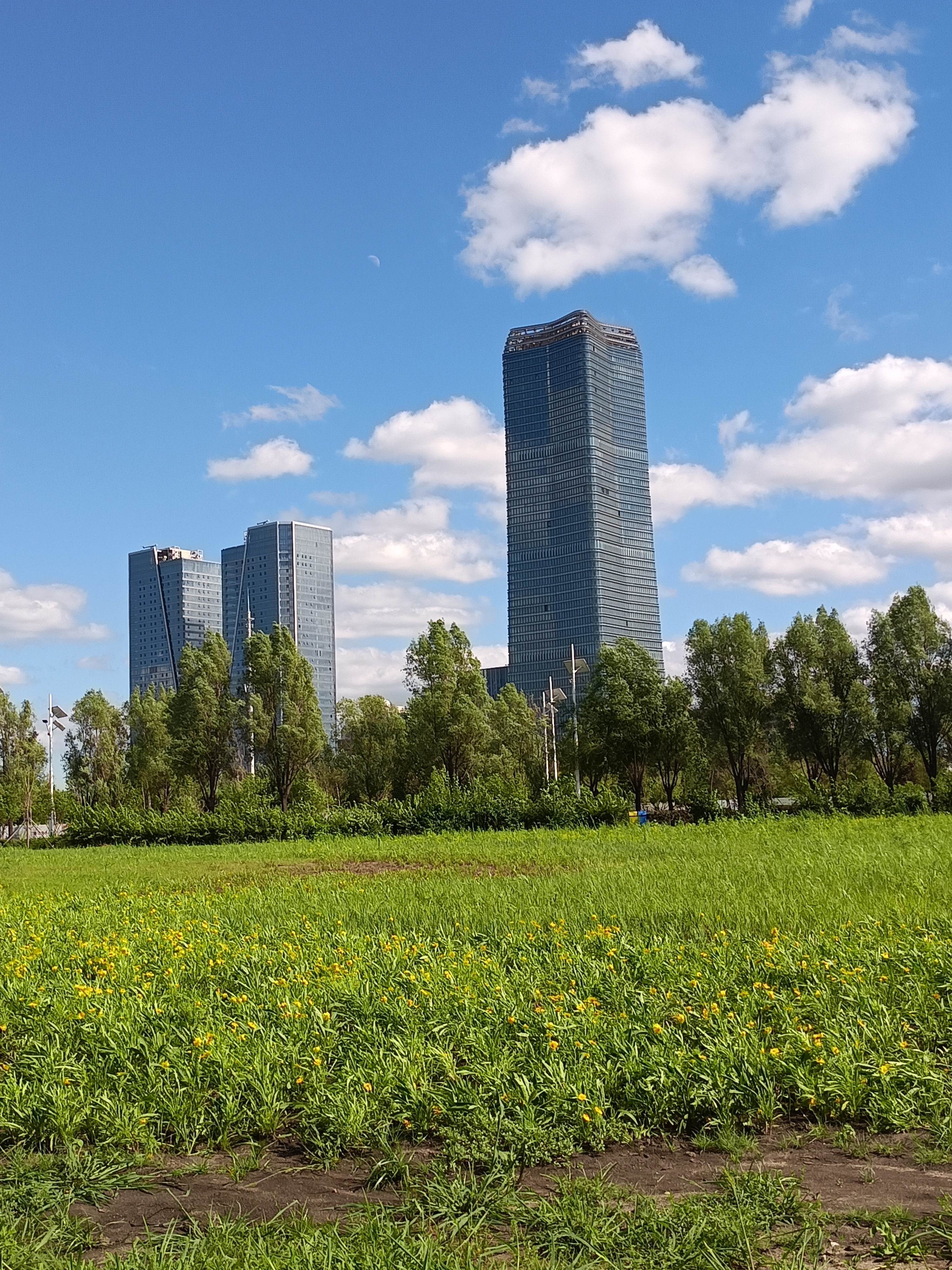
长春北湖科技开发区北湖湿地公园

## 历史
2007年11月，原宽城区奋进乡兴华、太平村和原苗苗集团的国有农用地，共计7.86平方公里的土地一并划归长春高新技术产业开发区代管。2009年6月29日，长春市人民政府决定将宽城区“北湖”区域交由长春高新技术产业开发区代管。其中，将宽城区奋进乡和所辖一间村、隆西村、隆北村3个村整建制划归长春高新区代管；原北郊监狱、北郊农场及辖区内的长春市第二十七中学、北郊小学的行政管辖及社会管理一并交由高新区代管。
2016年，奋进乡析设北湖街道。2016年5月，长春高新技术产业开发区北区独立为北湖科技开发区。西起伊通河、宽城区兰家镇，东至102国道、干雾海河、经开北区、九台区卡伦镇，南起宽达路、经开北区，北至长德快一路、长德开发区。
2016年8月8日，中共长春市委、长春市人民政府发出《关于支持长春新区创新发展的实施意见》，北湖科技开发区交由长春新区管理委员会直管。

## 行政区划
全区代管1个街道办事处、1个乡，共计7个社区、9个村。
- 北湖街道：隆北社区、隆西社区、太平社区、兴华社区、隆北村、隆西村、太平村、兴华村。
- 奋进乡：北郊社区、青水社区、一间社区、龙泉村、南岗子村、幸福村、一间村、三胜村。